# Arugisa albipuncta
Arugisa albipuncta là một loài bướm đêm trong họ Erebidae.